# Hovedstadsregionen (Finland)
Hovedstadsregionen i Finland (også kaldet Storhelsinki, finsk: pääkaupunkiseutu, svensk: huvudstadsregionen) består af hovedstaden Helsinki (svensk: Helsingfors) og de fire kommuner Espoo (svensk: Esbo), Vantaa (svensk: Vanda) og Kauniainen (svensk: Grankulla). De fire kommuner har til sammen omkring 1,2 million indbyggere (2021). Regionen er en del af landskabet Nyland.
Hovedstadsregionen har en fælles administration, Huvudstadsregionens samarbetsdelegation (SAD), som bl.a. ivaretager trafikplanlægning, kollektivtrafik og affaldshåndtering.
| Finsk navn         | Svensk navn | Areal km² | Befolkning 2008 | Bef.tæthed indb./km² |
| ------------------ | ----------- | --------- | --------------- | -------------------- |
| Espoo              | Esbo        | 312       | 241.565         | 774                  |
| Helsinki           | Helsingfors | 214       | 576.632         | 2.707                |
| Kauniainen         | Grankulla   | 6         | 8.545           | 1.453                |
| Vantaa             | Vanda       | 238       | 195.397         | 820                  |
| Hovedstadsregionen |             | 770       | 1.022.139       | 1.328                |

Storhelsingfors er et begreb, der omfatter bydelene i hovedstadsregionen samt forstæderne i Borgnäs, Hyvinge, Träskända, Kervo, Kyrkslätt, Mäntsälä, Nurmijärvi, Sibbo, Tusby og Vichtis kommuner. Dette område har over 1,5 millioner indbyggere (2021) på 3.697,52 km2.

## Fodnoter
1. ↑  Lantmäteriverket, Finlands areal kommunvis 1.1.2009. De angivne arealer er landareal.
2. ↑  Statistikcentralen, Folkmängd efter kön och område samt förändringen av folkmängden 31.12.2008. Arkiveret 24. maj 2012 hos  hos Archive.is.